# Óscar Estupiñán
Óscar Eduardo Estupiñán Vallesilla (phát âm tiếng Tây Ban Nha: [ˈoskaɾ estupiˈɲan]; sinh ngày 29 tháng 12 năm 1996) là một cầu thủ bóng đá chuyên nghiệp người Colombia hiện tại đang thi đấu ở vị trí tiền đạo cho câu lạc bộ Juárez tại Liga MX và Đội tuyển bóng đá quốc gia Colombia.

## Sự nghiệp thi đấu

### Once Caldas
Sinh ra tại Cali, Estupiñán bắt đầu sự nghiệp tại câu lạc bộ Once Caldas. Anh ra mắt tại Categoría Primera A vào ngày 16 tháng 5 năm 2015, trong trận hòa 2–2 trước Uniautónoma, khi vào sân thay cho Sebastián Penco ở phút thứ 77, và ghi bàn thắng duy nhất trong mùa giải vào ngày 26 tháng 9, trong trận hòa 1–1 trước Envigado.
Estupiñán ghi được 13 bàn thắng trong mùa giải 2016, bao gồm một cú đúp vào ngày 13 tháng 2 trong chiến thắng 4–0 trên sân nhà trước Jaguares de Córdoba.

### Vitória de Guimarães
Vào ngày 5 tháng 6 năm 2017, Estupiñán trở thành tân binh đầu tiên của Vitória de Guimarães trong mùa hè, bằng một bản hợp đồng với mức phí không được tiết lộ. Anh ra mắt vào ngày 6 tháng 8, trong trận thua 3–1 trước S.L. Benfica tại Siêu cúp Bồ Đào Nha, vào sân thay cho Paolo Hurtado trong vòng 9 phút cuối. Mùa giải đầu tiên của anh được chia thành hai đội, 1 đội thi đấu tại Giải bóng đá Ngoại hạng Bồ Đào Nha và đội dự bị thi đấu tại giải hạng 2; bàn thắng duy nhất của anh trong mùa giải cho đội bóng cũ là vào ngày 5 tháng 5 năm 2018 để ấn định chiến thắng 4–1 trước C.D. Tondela, trong vòng một phút sau khi vào sân từ ghế dự bị.
Ra sân 14 trận và ghi 1 bàn thắng trong 18 tháng tại Vitória, Estupiñán trở lại Nam Mỹ vào tháng 1 năm 2019 và gia nhập Barcelona S.C. theo dạng cho mượn. Vào tháng 7 năm đó, anh được cho mượn tại Denizlispor cho mùa giải Süper Lig.
Khi trở lại Vitória, Estupiñán trở thành sự lựa chọn số 1 ở vị trí tiền đạo, thay thế cho người tiền nhiệm Bruno Duarte. Ở mùa giải 2021–22, tân huấn luyện vien trưởng Pepa đã thử họ ở vị trí song song. Với 15 bàn sau 28 trận, anh đứng thứ 5 trong số những cầu thủ ghi nhiều bàn thắng nhất giải đấu.

### Hull City
Vào ngày 13 tháng 7 năm 2022, Estupiñán ký hợp đồng 3 năm với Hull City. Anh ra mắt cho đội bóng vào ngày 30 tháng 7, trong chiến thắng 2-1 trên sân nhà trước Bristol City. Anh mở tài khoản khi ghi cả hai bàn thắng trong chiến thắng 2-1 trên sân nhà trước Norwich City vào ngày 13 tháng 8. Hai tuần sau, Estupiñán lập hat-trick trong chiến thắng 3–2 trên sân nhà trước Coventry City. Vào ngày 13 tháng 9, Estupiñán đã được trao giải Cầu thủ xuất sắc nhất tháng 8, khi ghi được 7 bàn thắng.

#### Cho mượn tại Metz
Vào ngày 1 tháng 9 năm 2023, Estupiñán chuyển đến câu lạc bộ Metz theo dạng cho mượn đến hết mùa, nhưng vào ngày 1 tháng 2 năm 2024, Estupiñán được Hull City gọi trở lại.

#### Cho mượn tại Bahia
Vào ngày 9 tháng 2 năm 2024, anh chuyển đến câu lạc bộ Esporte Clube Bahia theo dạng cho mượn trong phần còn lại của mùa giải.

## Sự nghiệp quốc tế
Vào tháng 6 năm 2022, Estupiñán được gọi lên Đội tuyển bóng đá quốc gia Colombia. Việc được gọi triệu tập đến sau màn trình diễn ấn tượng trong mùa giải 2021–22, khi ghi được 15 bàn tháng sau 28 lần ra sân và được coi là một trong những Vua phá lưới của giải đấu.

## Thống kê sự nghiệp
Tính đến trận đấu diễn ra vào ngày 24 tháng 9 năm 2023.
| Câu lạc bộ             | Mùa giải            | Giải đấu                           | Giải đấu | Giải đấu | Cúp quốc gia | Cúp quốc gia | League Cup | League Cup | Khác | Khác | Tổng cộng | Tổng cộng |
| Câu lạc bộ             | Mùa giải            | Hạng đấu                           | Trận     | Bàn      | Trận         | Bàn          | Trận       | Bàn        | Trận | Bàn  | Trận      | Bàn       |
| ---------------------- | ------------------- | ---------------------------------- | -------- | -------- | ------------ | ------------ | ---------- | ---------- | ---- | ---- | --------- | --------- |
| Once Caldas            | 2014                | Categoría Primera A                | 0        | 0        | 1            | 0            | —          | —          | —    | —    | 1         | 0         |
| Once Caldas            | 2015                | Categoría Primera A                | 10       | 1        | 3            | 1            | —          | —          | —    | —    | 13        | 2         |
| Once Caldas            | 2016                | Categoría Primera A                | 34       | 13       | 3            | 0            | —          | —          | —    | —    | 37        | 13        |
| Once Caldas            | 2017                | Categoría Primera A                | 14       | 4        | 4            | 0            | —          | —          | —    | —    | 18        | 4         |
| Once Caldas            | Tổng cộng           | Tổng cộng                          | 58       | 18       | 11           | 1            | —          | —          | —    | —    | 69        | 19        |
| Vitória de Guimarães B | 2017–18             | LigaPro                            | 19       | 10       | —            | —            | —          | —          | —    | —    | 19        | 10        |
| Vitória de Guimarães B | 2018–19             | LigaPro                            | 0        | 0        | —            | —            | —          | —          | —    | —    | 0         | 0         |
| Vitória de Guimarães B | 2019–20             | Campeonato de Portugal             | 1        | 1        | —            | —            | —          | —          | —    | —    | 1         | 1         |
| Vitória de Guimarães B | Tổng cộng           | Tổng cộng                          | 20       | 11       | —            | —            | —          | —          | —    | —    | 20        | 11        |
| Vitória de Guimarães   | 2017–18             | Giải bóng đá Ngoại hạng Bồ Đào Nha | 10       | 1        | 0            | 0            | 1          | 0          | 3    | 0    | 14        | 1         |
| Vitória de Guimarães   | 2018–19             | Giải bóng đá Ngoại hạng Bồ Đào Nha | 4        | 0        | 3            | 0            | 0          | 0          | 0    | 0    | 7         | 0         |
| Vitória de Guimarães   | 2019–20             | Giải bóng đá Ngoại hạng Bồ Đào Nha | 0        | 0        | 0            | 0            | 0          | 0          | 0    | 0    | 0         | 0         |
| Vitória de Guimarães   | 2020–21             | Giải bóng đá Ngoại hạng Bồ Đào Nha | 23       | 8        | 0            | 0            | 1          | 1          | 0    | 0    | 24        | 9         |
| Vitória de Guimarães   | 2021–22             | Giải bóng đá Ngoại hạng Bồ Đào Nha | 28       | 15       | 1            | 0            | 4          | 1          | 0    | 0    | 33        | 16        |
| Vitória de Guimarães   | Tổng cộng           | Tổng cộng                          | 65       | 24       | 4            | 0            | 6          | 2          | 3    | 0    | 78        | 26        |
| Barcelona SC (mượn)    | 2019                | Ecuadorian Serie A                 | 9        | 5        | 0            | 0            | —          | —          | 2    | 0    | 11        | 5         |
| Denizlispor (mượn)     | 2019–20             | Süper Lig                          | 28       | 7        | 5            | 7            | —          | —          | —    | —    | 33        | 14        |
| Hull City              | 2022–23             | EFL Championship                   | 35       | 13       | 1            | 0            | 1          | 0          | —    | —    | 38        | 13        |
| Hull City              | 2023–24             | EFL Championship                   | 4        | 0        | 0            | 0            | 1          | 1          | —    | —    | 5         | 1         |
| Hull City              | Tổng cộng           | Tổng cộng                          | 39       | 13       | 1            | 0            | 2          | 1          | —    | —    | 43        | 14        |
| Metz (mượn)            | 2023–24             | Ligue 1                            | 2        | 0        | 0            | 0            | —          | —          | —    | —    | 2         | 0         |
| Tổng cộng sự nghiệp    | Tổng cộng sự nghiệp | Tổng cộng sự nghiệp                | 221      | 75       | 21           | 8            | 8          | 3          | 5    | 0    | 255       | 86        |

1. ↑  Ra sân tại UEFA Europa League và Siêu cúp Bồ Đào Nha
2. ↑  Ra sân tại Copa Libertadores

## Danh hiệu
Cá nhân
- Cầu thủ xuất sắc nhất tháng tại EFL Championship: Tháng 8 năm 2022[15]